# جان مارشال (ملوان)
جان مارشال (انگلیسی: John Marshall) زادهٔ april ۹, ۱۹۴۲ (۸۲ سال) ورزشکار اهل ایالات متحده آمریکا است.
وی در مسابقات کشوری و بین‌المللی در مجموع برندهٔ ۱ مدال برنز شده‌است.